# Through the Fires
«Through the Fires» es una canción interpretada por la cantante estadounidense Angel Olsen. La canción fue publicada el 18 de mayo de 2022 como el tercer y último sencillo de su sexto álbum de estudio Big Time.

## Antecedentes y lanzamiento
El 29 de marzo de 2022, Angel Olsen anunció su sexto álbum de estudio, Big Time, cuyo lanzamiento estaba previsto para el 3 de junio de 2022. «Through the Fires» fue publicado como el tercer y último sencillo del álbum el 18 de mayo de 2022.

## Escritura y temática
«Through the Fires» fue escrita por Angel Olsen y coproducida por Olsen y Jonathan Wilson.

“«Through the Fires» es la declaración central de este álbum. Es una canción que escribí para recordarme que esta vida es temporal, el pasado no es algo en lo que vivir, que es importante seguir moviéndose, seguir buscando a las personas que también están buscando y notar los momentos que son más ligeros y más grandes que cualquier problema que haya encontrado.”
—Olsen hablando sobre la canción, Instagram

En Rolling Stone Althea Legaspi la describió como una “canción sincera sobre perseverar y encontrar resiliencia”. De acuerdo a Megan Mandatta, la letra de la canción trata sobre el viaje de Olsen “a través de los fuegos” para “dejar ir el dolor que te obstruye desde lo alto”. Legaspi interpreta letras contemplativas como “To remember the ghost/Who exists in the past” y “But be freed from the longing/For one moment to last” como Olsen transmitiendo la importancia de reconocer el pasado para seguir adelante. Scott Russell, crítico de Paste, señaló que Olsen “busca trascender todo el amor, la angustia y la pérdida”. Djordje Miladinović dijo que la canción “conmemora el trabajo y la ruptura de los límites personales para encontrar su verdadero yo”.

## Composición
La canción comienza con un piano y una percusión “serenamente escasos”, seguido por un trío de cuerda que “presta sus sonidos a los de ella”, que hace que el instrumental cobre impulso a medida que la determinación de Olsen se solidifica. Russell determinó que la canción “entra en su crescendo catártico” en letras como “And walk through the fires/Of all earthly desires/And let go of the pain/That obstructs you from higher”. Rachel de Stereogum comparó la melodía de canción con «Be My Baby» de The Ronettes.
La voz de Olsen está baja en la mezcla en comparación con la instrumentalización. Drew Erickson proporcionó el “inquietante arreglo de cuerdas”. Emily Elhaj, compañera de banda frecuente de Olsen, tocó la guitarra bajo durante toda la canción. «Through the Fires» también presenta a Jonathan Wilson en la batería y percusión, Grant Milliken en el vibráfono, Jake Blanton en la guitarra, Drew Erickson en el piano y órgano, Andrew Bullbrook y Wynton Grant en el violín, y Zach Dellinger en la viola.

## Recepción de la crítica
Jon Stickler la describió como una “triste balada de combustión lenta”. Tyler Golsen, escribiendo para la revista Far Out, le otorgó una calificación de 8.2 sobre 10, y comentó: “Hay algo notablemente agridulce en «Through the Fires», y aunque Olsen dice que está dejando de lado el dolor, está claro que esta forma particular de liberación emocional no ha sido fácil”. El personal de Stereogum clasificó la canción en el segundo lugar en su lista de “las 5 mejores canciones de la semana” para la semana del 20 de mayo de 2022, y la calificaron como “una balada elegante, con cuerdas orquestales del viejo Hollywood”. Djordje Miladinović, crítico de Thoughts Words Action, la calificó como “desgarradora y resistente a la vez”. Ryan Leas la describió como una “canción lenta cargada de cuerdas que culmina en un hermoso final”. Mandatta la llamó una “lúgubre balada de piano” y una “canción suave y melancólica”. Golsen señaló que “cuando se pone en contexto con el resto de Big Time, [la canción] probablemente tendrá un impacto mucho más fuerte que como un sencillo independiente”, pero reconoció que como sencillo autónomo, “es una canción bellamente conmovedora que completa el regreso de Olsen a orígenes más pastorales y folk”.

## Créditos y personal
Créditos adaptados desde las notas de álbum.
Músicos
- Angel Olsen – voz principal, guitarra
- Emily Elhaj – guitarra bajo
- Jake Blanton – guitarra
- Jonathan Wilson – batería y percusión
- Drew Erickson – arreglos de cuerdas, conductor, piano, órgano
- Grant Milliken – vibráfono
- Zach Dellinger – viola
- Andrew Bullbrook – violín
- Wynton Grant – violín

Personal técnico
- Angel Olsen – producción
- Jonathan Wilson – producción, mezclas
- Adam Ayan – masterización
- Grant Milliken – personal de estudio
- Mirza Sherrif – personal de estudio